# Beetzsee
Beetzsee – jezioro rynnowe położone w zachodniej części kraju związkowego Brandenburgia w powiecie Potsadam-Mittelmark, o długości 22 km i średniej głębokość 3 m.